# 弗倫奇山 (加利福尼亞州)
弗蘭奇山（英語：French Hill）是位於美國加利福尼亞州德爾諾特縣的一個非建制地區。該地的面積和人口皆未知。

## 地理
弗蘭奇山的座標為41°49′59″N 123°58′21″W / 41.83306°N 123.97250°W，而該地的平均海拔高度為568米（即1863英尺）。